# درة بادام (مقاطعة دورة)
درة بادام (بالفارسية: دره بادام) هي قرية تقع في قسم دورة الريفي (مقاطعة دورة) في إيران. يقدر عدد سكانها بـ 542 نسمة بحسب إحصاء 2016.

## أعلام
- وحيد أميري